# Список об'єктів Світової спадщини ЮНЕСКО в Йорданії
Станом на 2021 рік у списку Світової спадщини ЮНЕСКО в Йорданії налічується 6 об'єктів. У таблиці нижче об'єкти розташовані в порядку їхнього додавання до списку.

## Об'єкти Світової спадщини
| № | Зображення | Назва                                                          | Розташування        | Тип        | Час створення | Рік внесення до списку | №                                                   | Критерії    |
| - | ---------- | -------------------------------------------------------------- | ------------------- | ---------- | ------------- | ---------------------- | --------------------------------------------------- | ----------- |
| 1 |            | Стародавнє місто Петра                                         | Провінція Маан      | Культурний | —             | 1985                   | 326 [Архівовано 25 грудня 2018 у Wayback Machine.]  | i, iii, iv  |
| 2 |            | Давня резиденція халіфів Кусейр-Амра                           | Провінція Ез-Зарка  | Культурний | —             | 1985                   | 327 [Архівовано 25 грудня 2018 у Wayback Machine.]  | i, iii, iv  |
| 3 |            | Археологічні знахідки в Умм-ер-Расасі (Кастрон-Меф'а)          | Провінція Мадаба    | Культурний | —             | 2004                   | 1093 [Архівовано 25 грудня 2018 у Wayback Machine.] | i, iv, vi   |
| 4 |            | Охоронна зона Ваді-Рам                                         | Провінція Акаба     | Змішаний   | —             | 2011                   | 1377 [Архівовано 25 грудня 2018 у Wayback Machine.] | iii, v, vii |
| 5 |            | Віфанія Зайорданська (Ель-Магтас), місце хрещення Ісуса Христа | Провінція Ель-Балка | Культурний | —             | 2015                   | 1446 [Архівовано 14 червня 2017 у Wayback Machine.] | iii, vi     |
| 6 |            | Ес-Салт — місце терпимості та міської гостинності              | Провінція Ель-Балка | Культурний | —             | 2021                   | 689 [Архівовано 28 липня 2021 у Wayback Machine.]   | ii, iii     |

## Попередній список
У переліку нижче наведено 14 об'єктів, запропонованих урядом Йорданії як кандидатів до внесення до списку Світової спадщини ЮНЕСКО.
| №  | Зображення | Назва                                   | Розташування                                 | Тип        | Час створення                           | Рік внесення до списку | №                                                    | Критерії         |
| -- | ---------- | --------------------------------------- | -------------------------------------------- | ---------- | --------------------------------------- | ---------------------- | ---------------------------------------------------- | ---------------- |
| 1  |            | Умм-ель-Джималь                         | Провінція Ель-Мафрак                         | Культурний | 1-ше тисячоліття                        | 2001                   | 1548 [Архівовано 23 липня 2021 у Wayback Machine.]   | i, iii, iv       |
| 2  |            | Поселення Ель-Касталь                   | Провінція Ель-Асіма                          | Культурний | VII століття                            | 2001                   | 1550 [Архівовано 11 травня 2021 у Wayback Machine.]  | i, iii, iv       |
| 3  |            | Святилище Святого Лота в Дейр-Айн-Абаті | біля міста Гаур-ес-Сафі, провінція Ель-Карак | Культурний | VI століття                             | 2001                   | 1551 [Архівовано 23 липня 2021 у Wayback Machine.]   | i, iii, iv       |
| 4  |            | Замок Еш-Шубак (Монреаль)               | біля міста Еш-Шубак, Провінція Маан          | Культурний | XII століття                            | 2001                   | 1552 [Архівовано 23 липня 2021 у Wayback Machine.]   | i, iii, iv       |
| 5  |            | Каср-Башир — римський кастелум          | Провінція Ель-Карак                          | Культурний | III століття                            | 2001                   | 1553 [Архівовано 21 вересня 2017 у Wayback Machine.] | i, iii, iv       |
| 6  |            | Пелла (сучасний Табака-Фахль)           | Провінція Ірбід                              | Культурний | II століття                             | 2001                   | 1554 [Архівовано 20 вересня 2017 у Wayback Machine.] | i, iii, iv       |
| 7  |            | Каср-ель-Мушатта                        | Провінція Ель-Асіма                          | Культурний | VIII століття                           | 2001                   | 1555 [Архівовано 23 липня 2021 у Wayback Machine.]   | i, iii, iv       |
| 8  |            | Місто Абіла (сучасна Кувайліба)         | Провінція Ірбід                              | Культурний | I століття                              | 2001                   | 1557 [Архівовано 23 липня 2021 у Wayback Machine.]   | i, iii, iv       |
| 9  |            | Гадара                                  | місто Умм-Кайс, провінція Ірбід              | Культурний | III століття до н. е.                   | 2001                   | 1558 [Архівовано 23 липня 2021 у Wayback Machine.]   | i, iii, iv       |
| 10 |            | Джераш                                  | Провінція Джераш                             | Культурний | З 2000 року до н. е.                    | 2004                   | 1856 [Архівовано 23 липня 2021 у Wayback Machine.]   | iii, iv          |
| 11 |            | Біосферний резерват Дана                | Провінція Ет-Тафіла                          | Змішаний   | —                                       | 2007                   | 5155 [Архівовано 23 липня 2021 у Wayback Machine.]   | iv, vii, viii, x |
| 12 |            | Зона водно-болотних угідь Ель-Азрак     | Ель-Азрак, провінція Ез-Зарка                | Змішаний   | —                                       | 2007                   | 5156 [Архівовано 23 липня 2021 у Wayback Machine.]   | iv, v, x         |
| 13 |            | Природний заповідник Муджиб             | Провінція Ель-Карак                          | Природний  | —                                       | 2007                   | 5158 [Архівовано 23 липня 2021 у Wayback Machine.]   | vii, viii        |
| 14 |            | Лавове поле Ель-Харра                   | Провінція Ель-Мафрак                         | Культурний | I століття до н. е. — IV століття н. е. | 2019                   | 6425 [Архівовано 23 липня 2021 у Wayback Machine.]   | iii, v           |